# 北郊乡
北郊乡，是中华人民共和国河南省開封市龙亭区下辖的一个乡镇级行政单位。

## 行政区划
北郊乡下辖以下地区：
孙李唐社区、仁和社区、大宏社区、北关街村、王口舍村、东官庄村、西官庄村、南官庄村、北官庄村、私访院村、孙李唐村、小李庄村、大北岗村、杨树底村、郭楼村、辛庄村、铁牛村、石砦村、宁陵屯村、双屯村、巴屯村、王坟村、兴隆屯村、仁和屯村和范庄村。